# Migração de gases de aterros sanitários
A migração de gases de aterros sanitários é um processo complexo no qual os gases produzidos por resíduos em um aterro sanitário se deslocam do local de deposição original para outros locais por meio de difusão, geralmente de áreas de alta concentração para áreas de baixa concentração. O processo também é afetado pela permeabilidade do solo e por outros fatores, como diferenças de pressão no solo, cavidades, tubulações e túneis. Mudanças na pressão atmosférica e no lençol freático podem estimular essa migração.
Esses gases podem incluir metano (CH4), dióxido de carbono (CO2), hidrogênio (H2) e compostos orgânicos voláteis (há aproximadamente 500 outros que podem estar presentes em formas de traços) dos resíduos no local e sua degradação ao longo do tempo.
Devem ser tomadas medidas para evitar essa migração do aterro, pois ela pode entrar nos edifícios próximos. Isso pode ser feito no local por meio de combinações de geomembranas e produtos à base de argila.

## Proteção contra gases
A proteção contra gás [en] para edifícios deve consistir em uma membrana de gás impermeável e também em uma camada onde o gás será coletado e ventilado de forma controlada.
As orientações para isso no Reino Unido podem ser encontradas no CIRIA (do Inglês para "Construction Industry Research and Information Association" ou Associação de Pesquisa e Informação do Setor de Construção, em Português) C665, na BS 8485 e no Título 40 do Código de Regulamentos Federais dos Estados Unidos [en], partes 239 a 282. Esse subcapítulo, I, foi promulgado inicialmente em 1976 e também é conhecido como Lei de Conservação e Recuperação de Recursos [en].